# Oshawa
Oshawa è una città canadese dell'Ontario di 141 590 abitanti (dato 2006) È situata nel sud dell'Ontario, sulle coste del lago Ontario, a circa 60 chilometri a est del centro di Toronto;  comunemente considerata come il punto più orientale sia della Greater Toronto che della Golden Horseshoe, non fa tuttavia parte della Census Metropolitan Area di Toronto, ma ne ha una propria, la quattordicesima più grande del Canada, che conta (al 2006) 330 594 abitanti. È il più grande comune della Municipalità Regionale di Durham; il suo nome deriva dalla parola ojibwa aazhaway, che significa "luogo di attraversamento".
L'industria automobilistica, in particolare la divisione canadese della General Motors Company, nota come General Motors Canada, è sempre stata in prima linea nell'economia di Oshawa: fondata nel 1876 come McLaughlin Carriage Company, la divisione canadese della General Motors ha in città il suo quartier generale e i maggiori impianti di produzione. La sontuosa casa del fondatore della società di trasporto, il Parkwood Estate, è un sito storico nazionale, e viene usata da numerose troupe cinematografiche; vi sono stati girati, tra gli altri, Studio 54, Billy Madison, Chicago e X-Men.
Oshawa è stata anche sede di Windfields Farm, un allevamento di cavalli purosangue, luogo di nascita del cavallo da corsa più famoso del Canada, Northern Dancer.
Una volta una comunità distinta - fisicamente, economicamente e culturalmente - Oshawa è stata nel corso del tempo incorporata nella Greater Toronto Area.